# Diament Panny

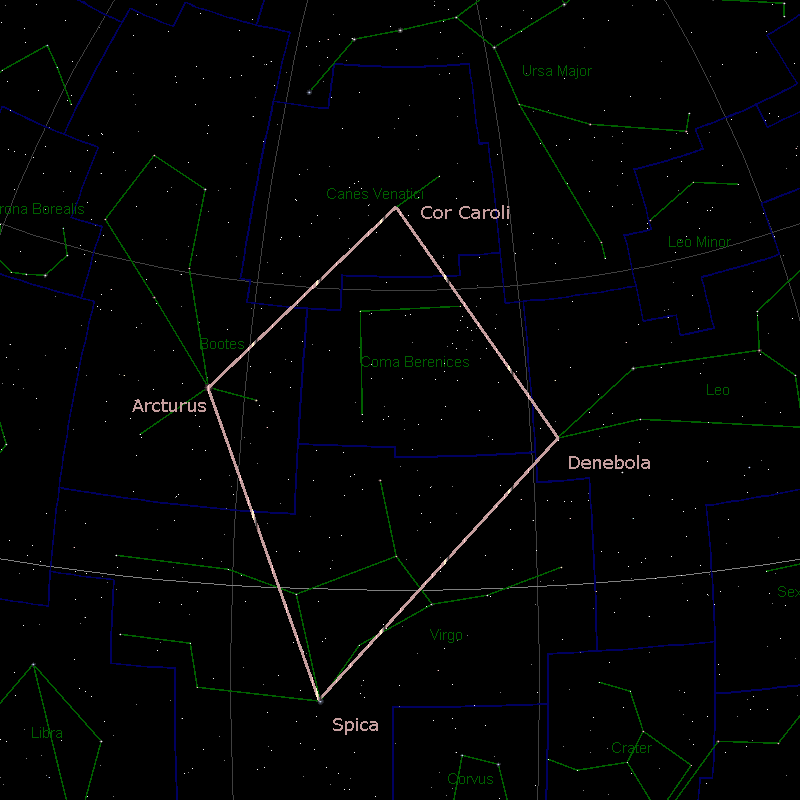
Mapa asteryzmu Diamentu Panny

Diament Panny – asteryzm, w skład którego wchodzą cztery gwiazdy: Cor Caroli (Psy Gończe), Denebola (Lew), Spica (Panna) i Arktur (Wolarz). Jest niewiele większy od Wielkiego Wozu.
Wewnątrz Diamentu Panny prawie w całości znajduje się gwiazdozbiór Warkocz Bereniki.